# 丹野清人
丹野 清人（たんの きよと、1966年 - ）は、日本の社会学者。専門は労働社会学、エスニシティ。東京都立大学人文社会学部社会学教室教授。

## 人物・経歴
茨城県生まれ。1991年神奈川大学経済学部貿易学科卒業。平田清明に師事。日本大学大学院文学研究科修士課程修了後、1999年一橋大学大学院社会学研究科社会問題社会政策専攻博士課程単位取得退学、日本学術振興会特別研究員。
2003年論文「産業組織の変容と外国人労働者」で一橋大学博士（社会学）。審査員は加藤哲郎、梶田孝道、町村敬志。2002年東京都立大学人文学部社会学科専任講師。2005年首都大学東京都市教養学部都市教養学科人文・社会系准教授、2014年同教授、2018年人文社会学部人間社会学科教授。2020年東京都立大学人文社会学部社会学科社会学教室教授。
女性の家サーラー理事、放送大学教養学部客員教授、首都大学東京生活協同組合理事長、浜松市外国人市民共生審議会委員長、東京都人権プラザ指定管理者評価委員会委員、外務省在日外国人に関する諸問題研究会委員、厚生労働省修生・技能実習生制度研究会委員、総合研究開発機構創造文化都市研究会委員、中部経済産業局外国人労働者調査検討委員会座長、国土交通省社会経済研究会委員等を歴任。

## 著書
- 『顔の見えない定住化』（梶田孝道,樋口直人と共著、名古屋大学出版会、2005）
- 『越境する雇用システムと外国人労働者』（東京大学出版会、2007年）
- 『民主主義・平和・地球政治』（加藤哲郎と共編著、日本経済評論社、2010年）
- 『国籍の境界を考える』（吉田書店、2013年）
- Migrant Workers in Contemporary Japan: An Institutional Perspective on Transnational Employment (Trans Pacific Press, 2013)
- 『移動と定住の社会学』（北川由紀彦と共著、放送大学教育振興会、2016年）
- 『「外国人の人権」の社会学』（吉田書店、2018年）
- 『国籍の境界を考える【増補版】』（吉田書店、2020年）
- Amorphous Dissent: Post-Fukushima Social Movements in Japan (co-edited with Takashi Horie and Hikaru Tanaka (Trans Pacific Press, 2021)